# Mathieu Simonet (écrivain)
Pour les articles homonymes, voir Mathieu Simonet et Simonet.
 (février 2014).
Mathieu Simonet, né le 27 mai 1972 à Paris, est un avocat et un écrivain français.

## Biographie
Mathieu Simonet étudie le droit à la Sorbonne et devient avocat en 1997.
De 2006 à 2009, il anime chaque semaine avec la complicité de Benoît Brayer l’émission radiophonique Le Sixième Sens sur Vivre FM, dans laquelle il invite des artistes auxquels il demande, notamment, d’apporter une photographie de leur choix à partir de laquelle un comédien fait une improvisation.
Entre le 20 octobre 2004 et le 17 mars 2006, il collabore avec le photographe Cyrille Benhamou au projet intitulé Le Métrographe. Ligne par ligne et côte à côte, ils voyagent dans le métro et saisissent, l’un par la photographie et l’autre par l’écriture, des instants de cette promenade sans fin.
En 2010, il publie Les Carnets blancs aux éditions du Seuil, récit de la dispersion de 100 carnets intimes, rédigés entre 1984 et 2004 et confiés au hasard de ses rencontres, avec pour instruction de les transformer et/ou de les faire disparaître. Les carnets seront abandonnés (dans un confessionnal, un train de nuit, entre deux pulls chez H&M, etc.), offerts (à un footballeur, à une créatrice culinaire, etc.), cachés (au Palais de Tokyo, dans le Palais de l’Élysée, etc.), jetés (à la mer, dans une bouteille, dans une poubelle installée devant l’exposition Trash, etc.), mangés, vendus pour acheter des carnets à des enfants, échangés (contre une théière, etc.), convertis et métamorphosés (en sculpture, robe, bateau, odeur, gâteau, musique, etc.). Le carnet n°89 est offert au parfumeur Laurent-David Garnier qui le transforme et en crée un parfum (Carnet n°89).
Il participe à La Revue littéraire (éditions Léo Scheer) du mois de décembre 2011, dédiée à Hervé Guibert et pour laquelle il rédige un article intitulé « Fou de Vincent : 1990 – 2011 ». Il y raconte sa découverte d’Hervé Guibert par ce texte, Fou de Vincent, qui lui est offert lorsqu’il a 18 ans, dans l’émerveillement d’une rencontre amoureuse dont la confidence est entrecoupée de citations prises, aléatoirement, dans les différents romans de l’écrivain disparu.
Pendant l’année scolaire 2011-2012, il propose chaque semaine, à l’initiative d’une professeure de français, des idées de texte à des élèves de troisième du Collège Jean-Jacques Rousseau du Pré-Saint-Gervais.

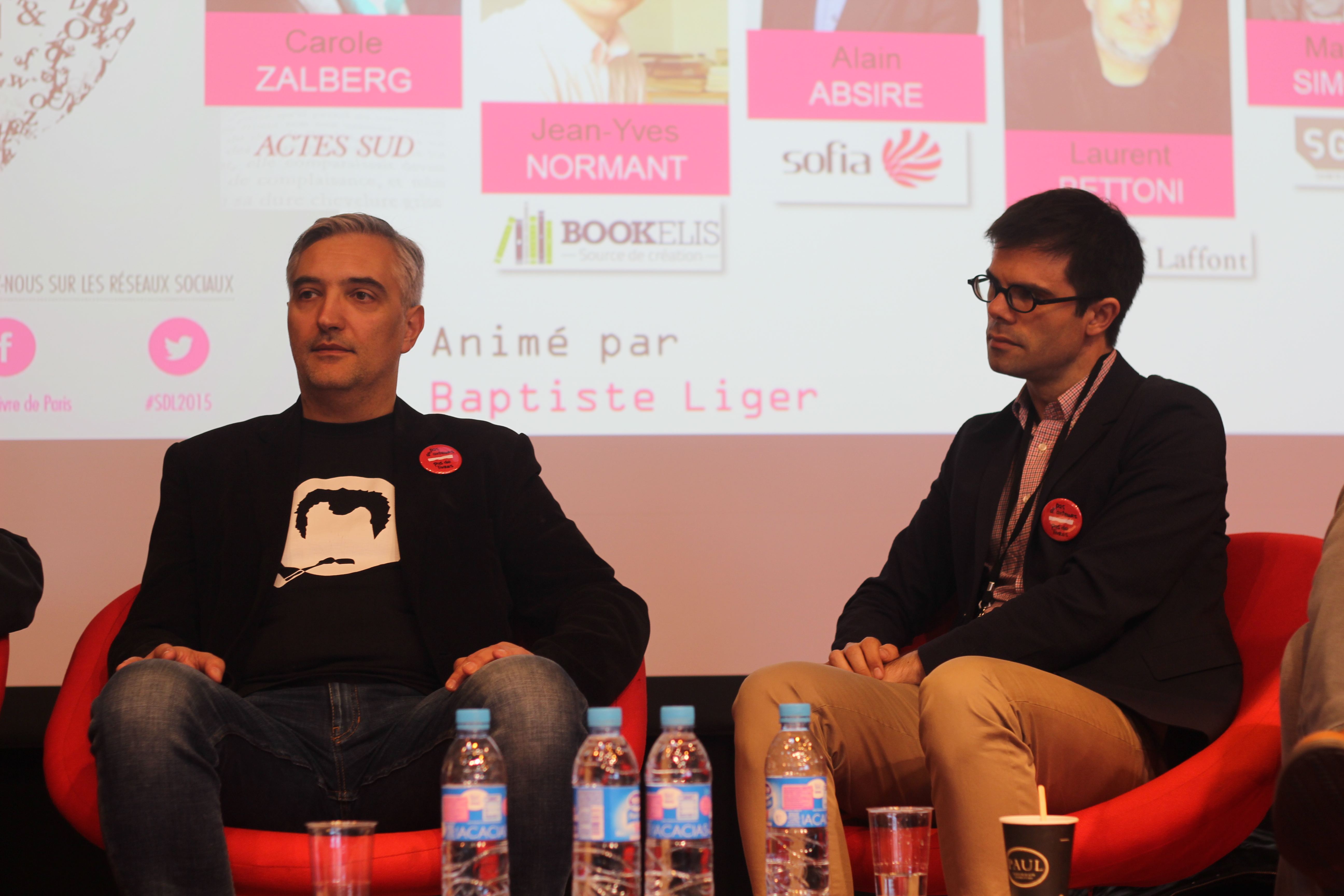
Mathieu Simonet (à droite) aux côtés de Laurent Bettoni lors du Salon du livre de Paris 2015.

En 2012, Le Magazine littéraire propose à Mathieu Simonet d’écrire un texte sur une exposition de son choix. Il envoie alors des emails à une centaine de personnes, les invitant à rencontrer un(e) inconnu(e) à l’exposition « Intense proximité » du palais de Tokyo le 21 avril 2012. Les couples, constitués de façon aléatoire, ont pour instruction de parcourir l’exposition main dans la main puis de faire le récit de leurs impressions. Vingt duos et un trio participent à la performance.
La même année, il publie La Maternité, aux éditions du Seuil et Les Corps fermés aux éditions Émoticourt.
Dans La Maternité, l’auteur raconte les 15 derniers jours de sa mère, atteinte du cancer, dans une ancienne maternité transformée en centre de soins palliatifs. Ce récit, intime, est ponctué par les apparitions d’artistes interrogés sur leur rapport à la mort et sur celles de professionnels de la santé, de l’accompagnement des personnes en fin de vie et de la mort, qui peuplent les couloirs de l’ancienne maternité et entourent cette mère, dure et drôle, bateleuse, qui regimbe et bataille, jusqu’au bout.
Il remporte le Prix de l’Île aux Livres 2012 pour ce roman.
En 2013, il publie "Marc Beltra, roman autour d'une disparition" (éditions Omniscience), l'histoire vraie d'un garçon disparu à la frontière du Brésil, du Pérou et de la Colombie. Ce livre sera finaliste du Prix Orange du Livre.
En 2014, il est en résidence dans les 37 hôpitaux de l'AP-HP (Assistance Publique - Hôpitaux de Paris) où il propose à 1000 patients d'écrire leur adolescence sur des carnets pour les confier à des collégiens et des lycéens.
En 2016, il publie un roman consacré à son père : "Barbe rose", aux éditions du Seuil
En 2017, il réalise son premier documentaire : "Anne-Sarah K." (Hold Up Productions), consacré à son amie d'enfance, l'écrivaine et juriste Anne-Sarah Kertudo, qui a perdu l'audition puis la vue.
En 2017/2018, il est artiste-chercheur associé aux Ateliers Médicis à Clichy-sous-Bois/ Montfermeil.
En 2023, il publie La Fin des nuages, hommage à son mari Benoît Brayer, directeur du Festival Fnac Live, décédé en 2020. Le roman est aussi une réflexion sur le phénomène d'ensemencement des nuages et de ses conséquences géopolitiques, sanitaires et environnementales. 

## Journée internationale des nuages
En 2021, Mathieu Simonet la Journée internationale des nuages le 29 mars. À cette occasion, il propose aux gens de s’allonger sur l’herbe pour regarder les nuages et d'écrire ce qu’ils voient. Cette action poético-politique vis à sensibiliser l’opinion publique sur l’absence de statut juridique des nuages, pourtant ensemencés par de nombreux pays pour tenter de contrôler la pluie, avec de nombreuses conséquences géopolitiques, sanitaires et environnementales.
Le 29 mars 2022, plus de 500 jeunes d'une commune de Seine-et-Marne s'allongent sur l'herbe pour décrire les nuages, puis forment une chaîne humaine pour demander à l'ONU la mise en place d'un statut juridique du nuage pour que les manipulations sur les nuages soient encadrées juridiquement. 
En 2023, 1500 textes ont été écrits dans 10 pays différents,. La commune de Meyrin, en Suisse, répond favorablement à une pétition dirigée par Mathieu Simonet et accueille du 6 octobre 2023 au 29 mars 2024, l'Observatoire international des nuages et un programme d’évènements artistiques et scientifiques,. En 2024, la ville de Florange, en Moselle, décide de promulguer un arrêté condamnant la pratique d'ensemencement des nuages.